# Acta final del Congreso de Viena
El Acta final del Congreso de Viena es un tratado internacional multilateral suscrito por las principales potencias europeas como resultado del Congreso de Viena. Este documento constituye uno de los grandes documentos diplomáticos de la Europa del siglo XIX.

## Historia
El acta se firmaría el 9 de junio de 1815, nueve días antes de la derrota definitiva de Napoleón en la Batalla de Waterloo. A pesar de que estaba prevista su firma, el representante de Fernando VII, Pedro Gómez Labrador, acabó por no firmarla llegando a dejarse constancia expresa respetando el hueco que hubiese ocupado su sello y rúbrica, tras la de los representantes de Francisco I de Austria. El rechazo de Labrador se produjo por tres motivos principales: 
1. Introducción de una cláusula relativa a la devolución por parte de España a Portugal de la plaza de Olivenza.
2. ídem sobre la abolición del comercio de esclavos negros.
3. no restaurar a la hermana de Fernando VII, María Luisa, ex-reina de Etruria, en el gran ducado de Toscana o restaurarla a la soberanía del ducado de Parma.

### Consecuencias
Días después de la firma, el cardenal Consalvi, en nombre del papa Pío VII en su doble papel como cabeza de la Iglesia y como soberano de los Estados Pontificios, protestó contra el Acta Final por tres motivos: 
1. No restituía los principados eclesiásticos católicos anteriores a la secularización alemana.
2. No restituía a los Estados Pontificios el Condado Venesino.
3. No restituía la totalidad de los Estados Pontificios en la península italiana, especialmente en lo referido a territorios más allá del Po. Así mismo, el Acta contemplaba el derecho de guarnición del emperador de Austria en Ferrara y otros lugares al norte de los Estados Pontificios.

Fernando VII de España acabaría adhiriéndose al Acta mediante la conclusión del Tratado de París en 1817, por el cual aseguraba la reversión del ducado de Parma a la casa de Borbón-Parma a la muerte de María Luisa de Austria, viuda de Napoleón y duquesa de Parma de forma vitalicia.
Desde 1997 este documento se encuentra inscrito en el Programa Memoria del Mundo de la Unesco.

## Estructura
El documento fue firmado por los siguientes signatarios:
- Klemens, príncipe de Metternich y Johann, barón de Wessenberg-Ampringen; en representación de Francisco I de Austria.
- Charles-Maurice, príncipe de Talleyrand; Emmeric, duc de Dalberg; Frédéric-Séraphin, conde de La Tour du Pin Gouvernet; y el conde Alexis de Noailles; en representación de Luis XVIII de Francia.
- Robert Stewart, vizconde de Castelreagh; Arthur Wellesley, duque de Wellington; Richard Trench, conde de Clancarty; William Cathcart, conde Cathcart y Charles Stuart, barón Stuart de Rothesay; en nombre de Jorge III del Reino Unido.
- Pedro de Sousa Holstein, duque de Palmela; António Saldanha da Gama, conde de Porto Santo y Joaquim Lobo da Silveira, conde de Oriola; en representación de Juan, príncipe regente de Portugal y Brasil.
- Karl August, príncipe de Hardenberg; el barón Wilhelm von Humboldt; en representación de Federico Guillermo III de Prusia.
- el príncipe Andréi Razumovsky, el conde Gustav Ernst von Stackelberg y el conde imperial (reichsgraf) Karl Nesselrode; en representación de Alejandro I de Rusia.
- Carl Löwenhielm, en representación de Carlos XIII de Suecia.

El documento cuenta con un preámbulo, 121 artículos y 17 anexos. Teniendo en cuenta su contenido, el acta presenta la siguiente distribución:
- Artículos 1 a 14, sobre la partición de Polonia.
- Artículos 15 a 52, relativos a estados soberanos alemanes.
- Artículos 53 a 64, sobre la Confederación Germánica.
- Artículos 65 a 73, referidos a los Países Bajos.
- Artículos 74 a 84, sobre Suiza.
- Artículos 85 a 104, sobre los estados de la península italiana.
- Artículos 105 a 107, en relación con Portugal.
- Artículos 108 a 117, sobre la libertad de navegación fluvial.
- Artículos 118 a 121, disposiciones finales sobre confirmaciones de tratados y cuestiones particulares.

Además, contaba con diversos siguientes anexos que eran considerados como parte del acta, de la misma forma que si estuvieran insertados. Estos anexos se había ido firmando durante el año de 1815 por parte de diversos representantes de soberanos en el Congreso de Viena. No todos los firmantes de los tratados comprendidos en los anexos fueron firmantes del Acta final. Los tratados incluidos como anexos versan tanto sobre temas de interés general (abolición de la trata de esclavos, libertad de navegación fluvial o precedencia de los agentes diplomáticos) como sobre temas particulares. En concreto, se trata de los siguientes anexos:
1. Tratado entre Rusia y Austria, de 21 de abril y 3 de mayo.
2.Tratado entre Rusia y Prusia, de 21 de abril y 3 de mayo.
3. Tratado adicional, relativo a Cracovia, entre Austria, Prusia y Rusia, de 21 de abril y 3 de mayo. Constitución de la Ciudad Libre de Cracovia, de 3 de mayo.
4. Tratado entre Prusia y Sajonia, de 18 de mayo.
5. Declaración del rey de Sajonia, y aceptación, sobre los derechos de la Casa de Schoenburg, de 18 y 29 de mayo.
6. Tratado entre Prusia y Hannover, de 29 de mayo.
7. Convenio entre Prusia y el Gran Duque de Sajonia-Weimar, de 1 de junio.
8. Convenio entre Prusia y el duque y el príncipe de Nassau, de 31 de mayo.
9. Constitución federativa de Alemania, de 8 de junio.
10. Tratado entre el rey de los Países Bajos y Prusia, Inglaterra, Austria y Rusia, de 31 de mayo. Acta de aceptación de la soberanía de las Provincias Belgas por Su Alteza Real, firmada en La Haya el 21 de julio de 1814.
11. Declaración de las Potencias sobre los asuntos de la Confederación Helvética, firmada en Viena el 20 de marzo de 1815. Aceptación de la Dieta de la Confederación Helvética, firmada en Zúrich, el 27 de mayo.
12. Protocolo sobre las cesiones hechas por el Rey de Cerdeña al Cantón de Ginebra, firmado en Viena, el 29 de marzo.
13.Tratado entre el rey de Cerdeña, Austria, Inglaterra, Rusia, Prusia y Francia, de 20 de mayo.
14.Condiciones que han de servir de base a la unión de los Estados genoveses a los de Su Majestad Sarda, de 20 de mayo. Cesión hecha por su Majestad el Rey de Cerdeña, al Cantón de Ginebra, de 20 de mayo.
15. Declaración de las Potencias sobre la abolición de la trata de esclavos, de 8 de febrero.
16. Reglamento para la libre navegación de los ríos, 8 de febrero. Artículos relativos a la navegación del Rin, 8 de febrero. Artículos relativos a la navegación del Necker, del Marne, del Mosela, del Mosa y del Escalda, de 8 de febrero.
17. Reglamento relativo a la precedencia de los agentes diplomáticos, de 19 de marzo.

### Individuales
1. ↑  Barroso Iglesias, Agustín (10 de septiembre de 2009). España en la formación del sistema internacional posnapoleónico (1812-1818) (Tesis de grado). Universidad Complutense de Madrid. Consultado el 24 de agosto de 2023.
2. ↑  «Final document of the Congress of Vienna». Unesco (en inglés).
3. ↑  «Acta Final del Congreso de Viena». Diccionario panhispánico del español jurídico.